# Голубок білощокий
Голубок білощокий (Geotrygon mystacea) — вид голубоподібних птахів родини голубових (Columbidae). Мешкає на Карибах.

## Опис

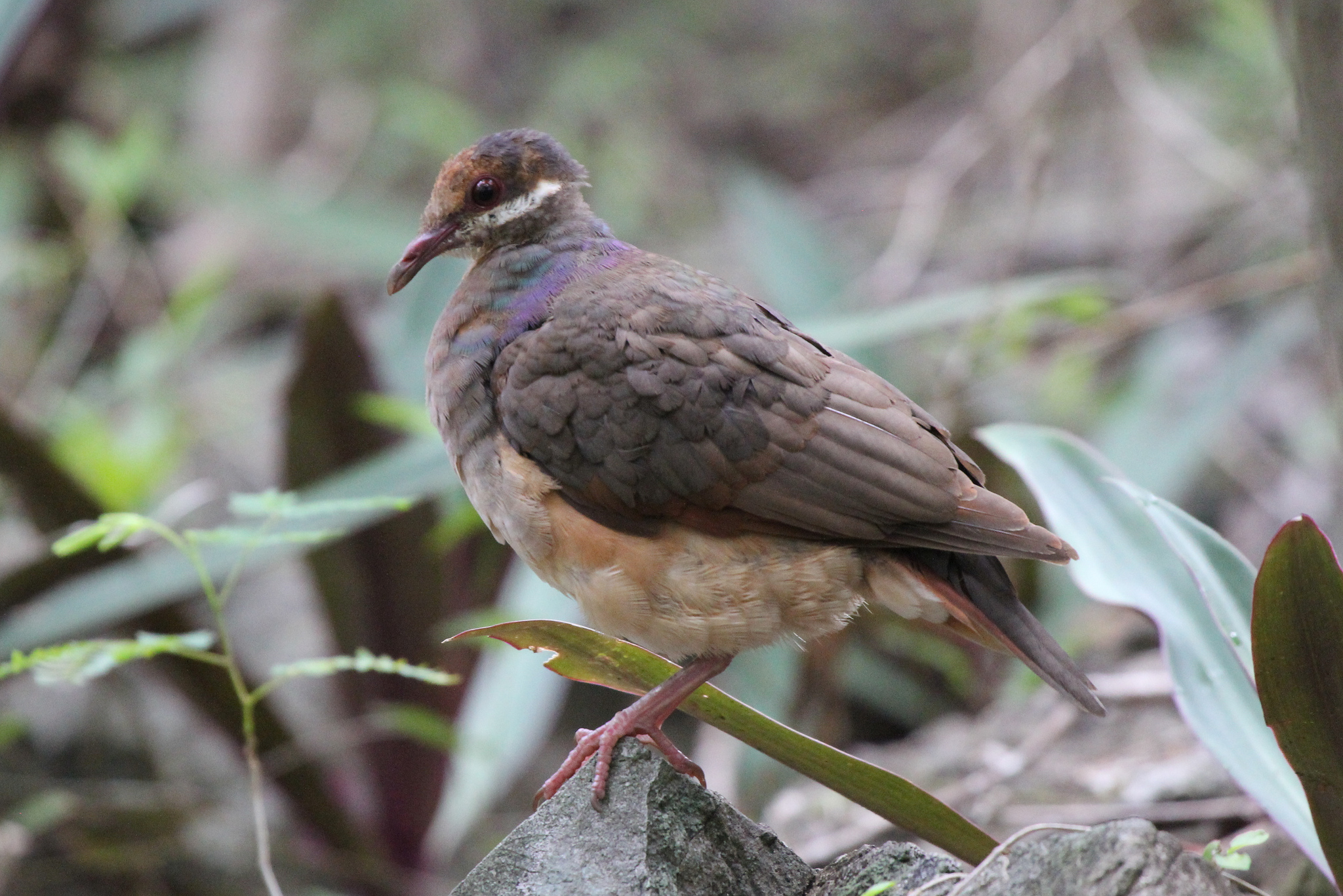
Білощокий голубок

Довжина птаха становить 28 см, вага 208-224 г. Виду не притаманний статевий диморфізм. Верхня частина голови рудувато-коричнева з бронзово-зеленим відблиском. На обличчі під очима ідуть широкі білі смуги. Задня частина шиї і верхня частина спини мають зеленувато-фіолетовий відблиск. Решта верхня частина тіла темно-зелено-коричневий. Махові пера темно-бордові. Очі яскраво-червоні.

## Поширення і екологія
Білощокі голубки мешкають на Пуерто-Рико та на Малих Антильських островах на південь до Сент-Люсії. Вони живуть в підліску сухих і вологих гірських і рівнинних тропічних лісів. Зустрічаються поодинці, парами або невеликими зграйками, на висоті до 700 м над рівнем моря. Живляться насінням, ягодами і дрібними безхребетними, яких шукають на землі. Гніздо являє собою платформу з гілочок. В кладці 2 яйця. Інкубаційний період триває 15 днів, пташенята покидають гніздо через 17-19 днів після вилуплення.

## Збереження
МСОП класифікує цей вид як такий, що не потребує особливих заходів зі збереження. Білощокі голубки є досить рідкісним видом птахів. На окремих островах їм може загрожувати знищення природного середовища, полювання, хижацтво з боку інтродукованих видів тварин або стихійні лиха, такі як урагани і виверження вулканів. На Перто-Рико вид вважвється таким, що потребує охорони.